# Challans
Challans is een gemeente in het Franse departement Vendée (regio Pays de la Loire). De plaats maakt deel uit van het arrondissement Les Sables-d'Olonne en van de Communauté de communes Challans Gois Communauté. Challans telde op 1 januari 2022 22.890 inwoners.

## Bezienswaardigheden
In de zesde eeuw werd een Merovingische kerk gebouwd in Challans. In de elfde eeuw werd een nieuwe kerk gewijd aan Onze-Lieve-Vrouw gebouwd. In 1897 werd in het verlengde van de bouwvallige middeleeuwse kerk een nieuwe, neogotische kerk gebouwd. Twee jaar later werd de oude kerk gesloopt. De klokkentoren, die al herbouwd was tussen 1862 en 1867, bleef wel bewaard maar staat vijftig meter los van de nieuwe kerk.
In 1130 werd een commanderij van de Tempeliersorde gebouwd in het gehucht La Flocellière. Deze commanderij van Coudrie verwierf veel eigendommen in het noorden van Vendée. In de veertiende eeuw werd de commanderij geconfisqueerd en overgedragen aan de Orde van Malta. De gebouwen werden vernield tijdens de Hugenotenoorlog (zestiende eeuw) en tijdens de Opstand in de Vendée (achttiende eeuw). De kapel bleef bewaard en werd gerestaureerd in tussen 1994 en 1996. De kapel is beschermd als historisch monument.
Het Kasteel van La Vérie gaat terug op een stenen burcht uit de negende eeuw, die werd gebouwd om de streek te beschermen tegen invallen van de Vikingen. In de twaalfde eeuw kwam het domein in het bezit van de Tempeliers van Coudrie. In 1886 werd het kasteel heropgebouwd in neorenaissancestijl. De gevels en daken van het kasteel zijn beschermd als historisch monument.

## Geografie
De oppervlakte van Challans bedroeg op 1 januari 2022 64,84 vierkante kilometer; de bevolkingsdichtheid was toen 353 inwoners per km².
De onderstaande kaart toont de ligging van Challans met de belangrijkste infrastructuur en aangrenzende gemeenten.

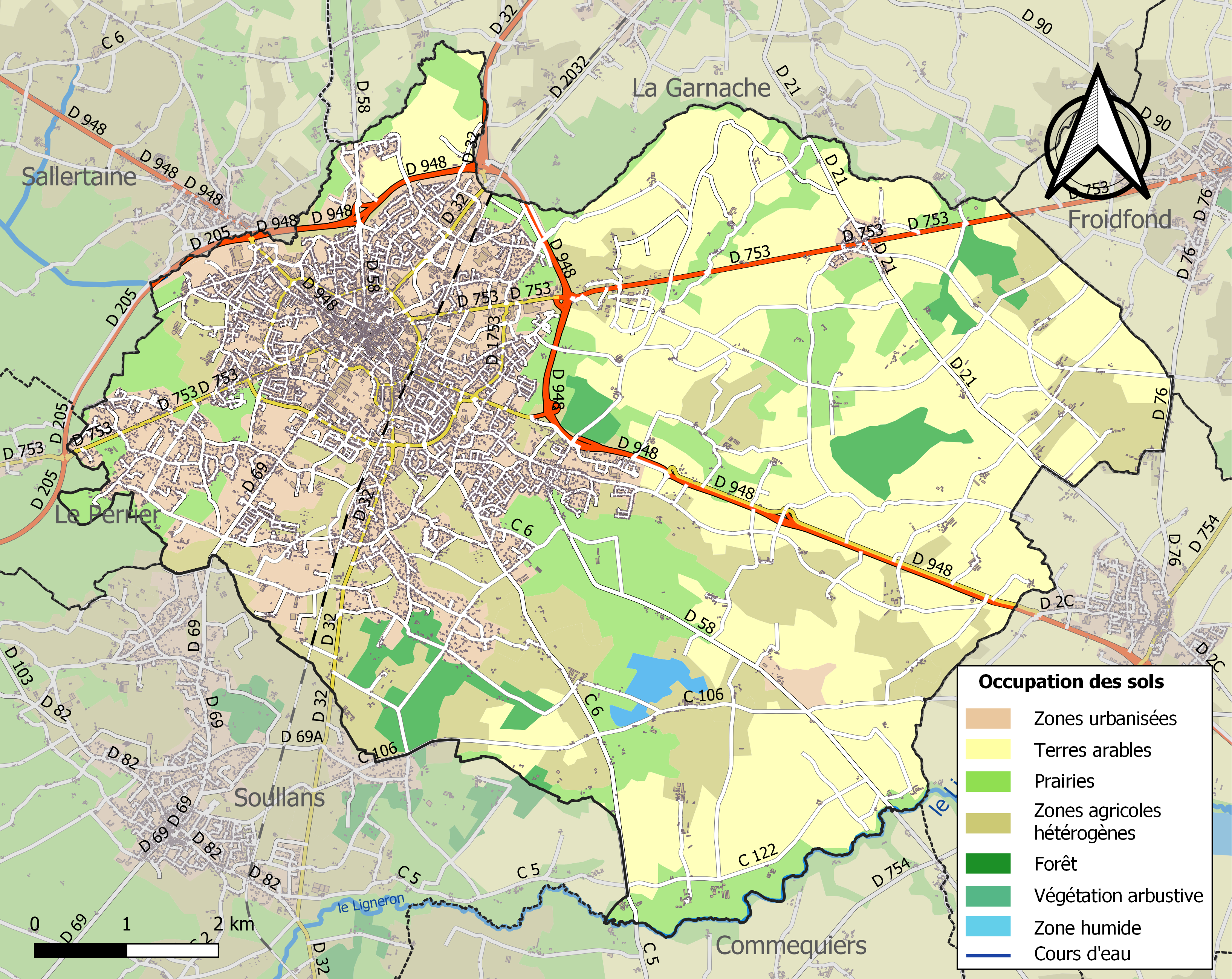

## Demografie
Onderstaande figuur toont het verloop van het inwonertal (bron: INSEE-tellingen).

## Sport
Challans was twee keer etappeplaats in de wielerkoers Ronde van Frankrijk. In 1999 won de Est Jaan Kirsipuu er een rit en in 2004 was Challans startplaats van een etappe.

## Geboren
- Olivier Perraudeau (1972), wielrenner
- Constance Picaud (1998), voetbalster